# 장진강 발전소
장진강 발전소(長津江發電所)는 장진강에 설치된 수력 발전소이다. 부전강과 같은 방식으로 그 상류에 댐을 축조하여 둘레 약 120km의 대저수지(장진호)를 만들고, 황초령(黃草嶺) 중복을 24km의 터널로 물을 끌어들여 성천강 지류인 흑림강(黑林江)에 낙하시켜 407m의 유효낙차(제1발전소)를 얻어 발전한다.